# Федорово Село
Федорово Село — деревня в Бежецком районе Тверской области. Входит в состав Поречьевского сельского поселения.

## География
Находится в восточной части Тверской области на расстоянии приблизительно 28 км на север-северо-запад по прямой от районного центра города Бежецк на правом берегу речки Мелеча.

## История
Деревня была отмечена еще на карте 1825 года. В 1859 году здесь (деревня Бежецкого уезда Тверской губернии) было учтено 30 дворов, в 1978 — 21.

## Население
Численность населения: 164 человека (1859 год), 5 (русские 100 %) в 2002 году, 1 в 2010.